# Abmahnung (deutsches Arbeitsrecht)

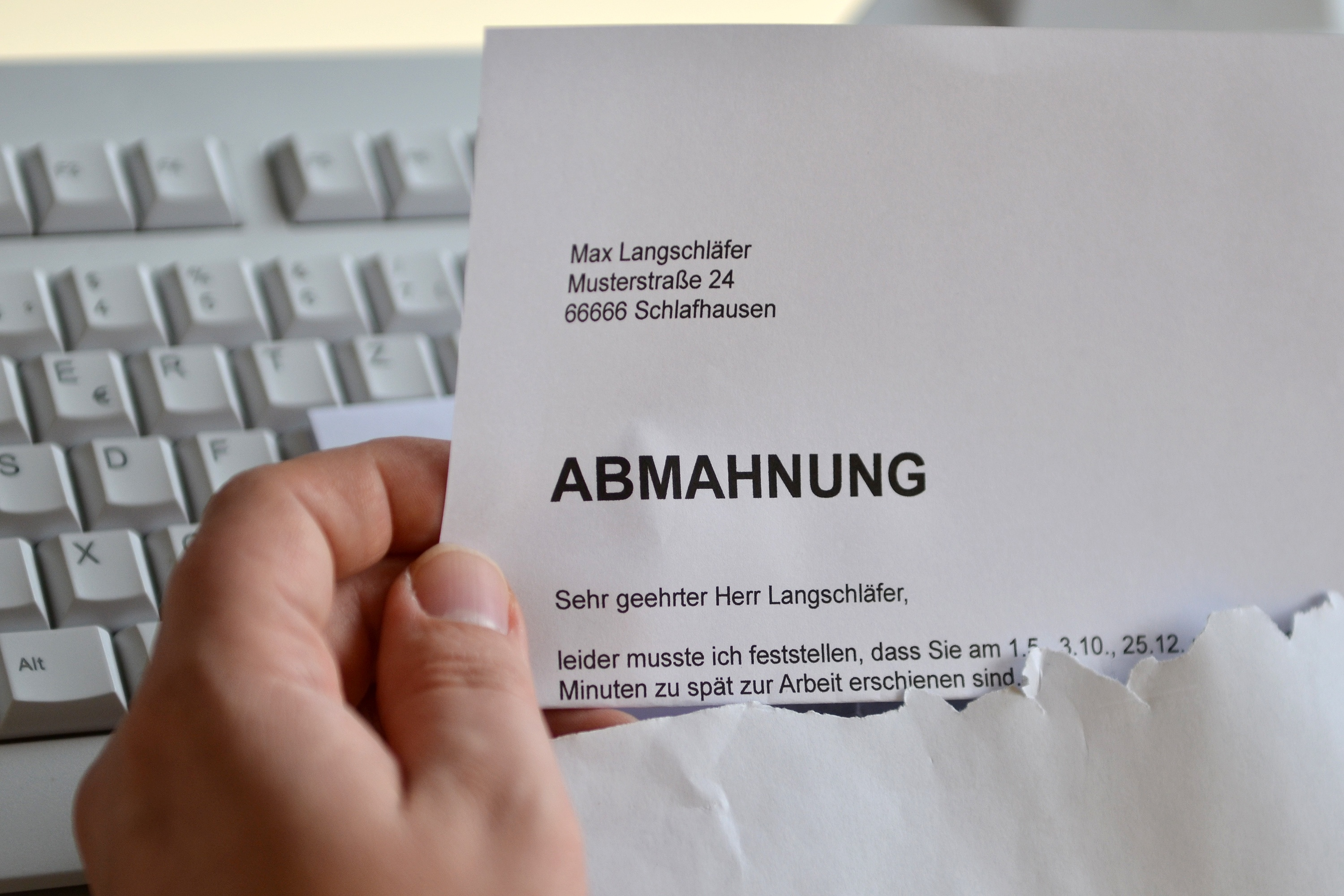
Arbeitsrechtliche Abmahnung (Symbolfoto)

Mit einer Abmahnung beanstandet im Arbeitsrecht ein Arbeitgeber ein bestimmtes arbeitsvertragswidriges Fehlverhalten eines Arbeitnehmers und droht gleichzeitig für den Fall der Wiederholung negative Rechtsfolgen an.

## Allgemeines
Die Abmahnung gehört zu den privatrechtlichen Disziplinarmaßnahmen, die einem Arbeitgeber beim Verstoß eines Arbeitnehmers gegen die Arbeitspflicht, Arbeitsanweisungen, Dienstanweisungen oder die Betriebsordnung zur Verfügung stehen. Abgestuft von der schwächsten Maßnahme der Anhörung gibt es Belehrung, Rüge, Ermahnung, Verwarnung, dienstlicher Verweis, Geldbuße, Entzug freiwilliger sozialer Leistungen, Ausschluss von freiwilligen Vergünstigungen (Gratifikation), Kürzung des Arbeitsentgelts (Sondervergütungen), Versetzung, Degradierung (Betriebsbußen) und als schwerste Form der Disziplinarmaßnahme die Abmahnung. Vor dem Aussprechen einer Abmahnung ist der Arbeitnehmer anzuhören. Der Arbeitgeber muss im Einzelfall die disziplinarrechtliche Maßnahme nach der Schwere der Verfehlung auswählen, so dass nicht jedes geringfügige Fehlverhalten des Arbeitnehmers gleich mit einer Abmahnung geahndet werden darf.

## Inhalt
Abmahnungen beinhalten Hinweis-, Rüge-, Warn-, Beweissicherungs- und Dokumentationsfunktionen:
- Hinweisfunktion/Rügefunktion: Das gerügte Fehlverhalten muss dem Arbeitnehmer in einer hinreichend deutlich erkennbaren Art und Weise dargelegt werden. Die Abmahnung muss auf Tatsachen beruhen; das bedarf einer genauen Schilderung der zur Last gelegten Pflichtverletzungen und deren Gegenüberstellung mit dem arbeitsvertraglich vorgesehenen Idealzustand.
- Warnfunktion: Sie muss den Hinweis enthalten, dass im Wiederholungsfalle der Inhalt und Bestand des Arbeitsverhältnisses gefährdet ist und mit einer verhaltensbedingten Kündigung seitens des Arbeitgebers gerechnet werden kann. Um ihre Warnfunktion angemessen erfüllen zu können, muss die Abmahnung eindeutig formuliert sein. Der Arbeitgeber muss den Arbeitnehmer unter Androhung arbeitsrechtlicher Konsequenzen wie der Kündigung auffordern, seine vertraglich geschuldeten Leistungen ordnungsgemäß zu erbringen.[4]
- Beweissicherungs- und Dokumentationsfunktion: Durch eine Abmahnung in Schriftform kann das Fehlverhalten schriftlich dokumentiert zu der Personalakte genommen werden. Kommt es zu Rechtsstreitigkeiten, dient die schriftlich verfasste Abmahnung vor dem Arbeitsgericht als Beweismittel. Durch die Beifügung der Abmahnung zur Personalakte wird das Fehlverhalten des Arbeitnehmers auch für die Zukunft dokumentiert.

Damit eine Abmahnung vorliegt, müssen oben genannte Voraussetzungen erfüllt sein. Erst dann kann sie ihre arbeitsrechtliche Wirkung entfalten und bei erneuter Pflichtverletzung des Arbeitnehmers zu einer ordentlichen Kündigung aus verhaltensbedingten Gründen führen.

## Rechtsfragen
Die Abmahnung ist ein Rechtsbegriff, wonach die Kündigung eines Dauerschuldverhältnisses (wie dem Arbeitsvertrag) gemäß § 314 Abs. 2 BGB aus wichtigem Grund bei Vertragsverletzung erst nach erfolglosem Ablauf einer zur Abhilfe bestimmten Frist oder nach erfolgloser Abmahnung zulässig ist. Bei der Abmahnung handelt es sich nicht um ein Gestaltungsrecht, sie ist auch keine Willenserklärung im rechtlichen Sinne, sondern lediglich die Ausübung eines vertraglichen Rügerechts. Die Grundsätze der Abmahnung wurden von der Rechtsprechung des Bundesarbeitsgerichts (BAG) im Laufe der Jahre weiter entwickelt.

### Allgemeines
Das BAG hält seit Juni 1967 Abmahnungen für die Ausübung eines arbeitsvertraglichen Gläubigerrechts (individualvertragliches Rügerecht), dessen Rechtsgrundlage in § 326 Abs. 1 BGB zu finden ist. Leistet hiernach der Arbeitnehmer gemäß § 275 Abs. 1 bis Abs. 3 BGB (Unmöglichkeit) nicht, entfällt sein Anspruch auf die Gegenleistung des Arbeitgebers (Arbeitsentgelt).

### Form
Die Abmahnung darf vom Disziplinarvorgesetzten auch mündlich erteilt werden, doch wird im Regelfall wegen der Beweissicherungs- und Dokumentationsfunktion die Schriftform vorgezogen. Die Schriftform ermöglicht die Beifügung der Abmahnung zur Personalakte. Abmahnungsberechtigt ist, wer aufgrund seiner Aufgabenstellung befugt ist, Anweisungen hinsichtlich Arbeitsort, Arbeitszeit sowie Art und Weise der auszuübenden Tätigkeit zu erteilen, also ein Weisungs- und Direktionsrecht selbstständig ausübt. Das wird im Regelfall der Disziplinarvorgesetzte sein.

### Betriebsrat/Personalrat
Der Betriebsrat/Personalrat hat keinerlei Beteiligungsrechte beim Ausspruch von Abmahnungen. Der abgemahnte Arbeitnehmer kann sich beim Betriebsrat gemäß §§ 84 Abs. 1 und § 85 Abs. 1 BetrVG beschweren. Hält der Betriebsrat die Beschwerde für berechtigt, so kann er nach § 85 Abs. 1 BetrVG beim Arbeitgeber die Abhilfe der Beschwerde verlangen. Der Arbeitgeber hat den Betriebsrat von seinem Vorgehen zu unterrichten. Dem Arbeitnehmer steht außerdem das Recht der Gegendarstellung zur Abmahnung zu.

### Frist
Es gibt keine Ausschlussfrist, die den Arbeitgeber dazu verpflichtet, innerhalb einer gewissen Zeit eine Abmahnung auszusprechen, doch muss die Abmahnung unverzüglich nach dem Fehlverhalten erfolgen, weil ansonsten das Recht auf Abmahnung der Verwirkung unterliegt. Dabei darf der Arbeitnehmer nach etwa zwei Monaten darauf vertrauen, dass sein Fehlverhalten zu keiner Beanstandung Anlass gegeben habe. Denn eine Abmahnung ist nach einem Monat noch möglich.

### Entfernungsanspruch bei unzulässiger Abmahnung
Durch eine ungerechtfertigte Abmahnung kann es später zu einer falschen Beurteilung des Arbeitnehmers kommen. Arbeitnehmer können in entsprechender Anwendung der §§ 242, § 1004 Abs. 1 Satz 1 BGB die Entfernung einer zu Unrecht erteilten Abmahnung aus ihrer Personalakte verlangen. Der Anspruch besteht, wenn die Abmahnung inhaltlich unbestimmt ist, unrichtige Tatsachenbehauptungen enthält, auf einer unzutreffenden rechtlichen Bewertung des Verhaltens des Arbeitnehmers beruht oder den Grundsatz der Verhältnismäßigkeit verletzt. Er besteht auch dann, wenn selbst bei einer zu Recht erteilten Abmahnung kein schutzwürdiges Interesse des Arbeitgebers mehr an deren Verbleib in der Personalakte besteht. Der Entfernungsanspruch ist gerichtlich durchsetzbar. Im Prozess trägt der Arbeitgeber nach herrschender Meinung die Darlegungs- und Beweislast für die Berechtigung der Abmahnung. Ein Arbeitnehmer kann, statt die Entfernung zu verlangen, auch lediglich eine Gegendarstellung zu der Abmahnung verfassen und nach § 83 Abs. 2 BetrVG verlangen, dass der Arbeitgeber die Gegendarstellung zur Personalakte nimmt.

### Entfernungsanspruch bei zulässiger Abmahnung
Die Entfernung einer zu Recht erteilten Abmahnung aus seiner Personalakte kann nur verlangt werden, wenn das gerügte Verhalten für das Arbeitsverhältnis in jeder Hinsicht bedeutungslos geworden ist.

## Abmahnungsgründe
Folgendes Fehlverhalten des Arbeitnehmers kann zu einer Abmahnung führen:
- Ist die Arbeitsleistung zu gering (Arbeitsvolumen, Arbeitsintensität) oder die Arbeitsqualität zu schlecht, so liegen Minderleistungen vor:
  - Auf Pflichtverletzungen beruhende quantitative Minderleistungen (Schlechtleistungen) des Arbeitnehmers können geeignet sein, eine ordentliche Kündigung aus verhaltensbedingten Gründen zu rechtfertigen.[13] Hiernach ist es dem Arbeitnehmer nicht gestattet, das Verhältnis von Leistung und Gegenleistung einseitig nach freiem Belieben zu bestimmen. Dieses Verhältnis ist dem Urteil zufolge stark beeinträchtigt, wenn die Durchschnittsleistung langfristig um deutlich mehr als 1/3 unterschritten wird.
  - Qualitative Minderleistungen: Verursacht ein Arbeitnehmer eine Fehlerquote zwischen 4,01 ‰ und 5,44 ‰ und liegt die durchschnittliche Fehlerquote von 209 eingesetzten Mitarbeitern bei nur 1,34 ‰, so kann von einer qualitativen Minderleistung ausgegangen werden.[14] Auch die Verantwortung für wiederholt gelieferten Ausschuss oder die Nichteinhaltung der gesetzlichen oder betrieblichen Bestimmungen bei der Arbeit ist eine qualitative Minderleistung.
- Wird die Arbeitszeit dauerhaft deutlich unterschritten, so ist eine Abmahnung gerechtfertigt.[15] Im Fall war eine Arbeitszeit von 38 Stunden wöchentlich einzuhalten; über mehrere Wochen hinweg war die Arbeitnehmerin lediglich zwischen zwei und 23 Stunden im Betrieb anwesend. Sie war – unabhängig von der Lage der Arbeitszeit – nicht bereit, ihre Arbeitskraft dem Umfang nach in vertragskonformer Weise anzubieten. Bereits darin liege dem BAG zufolge eine schwerwiegende Verletzung ihrer vertraglichen Pflichten. Zur Unpünktlichkeit gehört die wiederholte Nichteinhaltung von Arbeitsbeginn, Pausenregelungen oder Arbeitsende. Auch ausbleibende Krankmeldungen und die verspätete oder ausbleibende Einreichung von Arbeitsunfähigkeitsbescheinigungen sind abmahnfähig.
- Benachteiligungsverbot: Verstoßen Beschäftigte gegen das Benachteiligungsverbot des § 7 Abs. 1 AGG, so hat der Arbeitgeber die im Einzelfall geeigneten, erforderlichen und angemessenen Maßnahmen zur Unterbindung der Benachteiligung wie Abmahnung, Umsetzung, Versetzung oder Kündigung zu ergreifen (§ 12 Abs. 3 AGG).
- Rufschädigung: Die Verbreitung unwahrer oder einseitig dargestellter Informationen zum Schaden des Unternehmens ist abmahnfähig.
- Störung des betrieblichen Friedens: Wiederholt respektloses oder aggressives Verhalten gegenüber anderen Mitarbeitern kann zu einer Abmahnung führen.
- Hauptfall der Abmahnung ist die verhaltensbedingte Kündigung, in personenbedingten Kündigungssituationen ist sie in der Regel – jedoch mit höchstrichterlich anerkannten Ausnahmen (etwa bei Alkoholmissbrauch[16] oder bei fehlender, aber grundsätzlich erreichbarer Erlaubnis zu einer Nebentätigkeit[17]) nicht notwendig.
- Verstoß gegen geltendes Strafrecht: Auf den geringfügigen Diebstahl von Gegenständen oder Produkten des Arbeitgebers darf der Arbeitgeber nicht mehr mit einer fristlosen Kündigung reagieren, sondern muss dem „Emmely-Urteil“ des BAG vom Juni 2010 zufolge abmahnen. Die Geltung setzt einen Bagatelldiebstahl und ein seit langem störungsfreies Arbeitsverhältnis voraus.[18] Dann ist es dem Arbeitgeber zuzumuten, auf das mildere Mittel der Abmahnung zurückzugreifen. Nur bei besonders schweren Straftaten ist eine sofortige Kündigung ohne vorherige Abmahnung möglich, weil der Arbeitnehmer in einem solchen Fall von vornherein wissen sollte, dass der Arbeitgeber ein derartiges Fehlverhalten nicht dulden wird.
- Weisungen: Betriebliche schriftliche oder mündliche Arbeitsanweisungen müssen befolgt werden, auch wenn sie im Einzelfall als nicht sinnvoll angesehen werden. Allerdings muss das von Weisungen verlangte Verhalten des Arbeitnehmers auch arbeitsvertraglich geschuldet sein.

## Verjährung
Gesetzliche Verjährungsfristen gibt es für die Abmahnung nicht. Jedoch verliert sie im Laufe der zurückliegenden Zeit ihre Bedeutung. Hat ein Arbeitnehmer sein Verhalten im Sinne der Abmahnung geändert und sich über einen längeren Zeitraum ordnungsgemäß verhalten, so darf das frühere Fehlverhalten nicht mehr ohne Weiteres für eine später auszusprechende Kündigung hergezogen werden. Eine Abmahnung ist solange „in der Welt“, wie sie sich in der Personalakte befindet. Es ist davon auszugehen, dass eine Entfernung der Abmahnung aus der Personalakte nach zwei Jahren verlangt werden darf. Bei zu Unrecht erteilten Abmahnungen führt die erfolgreiche Klage vor dem Arbeitsgericht zur Entfernung aus der Akte durch Gerichtsurteil.